# کایمبا، نیو ساوت ولز
کایمبا (به انگلیسی: Kyeamba) یک شهرک در استرالیا است که در نیو ساوت ولز واقع شده‌است.